# آنتونیو لانجلا
آنتونیو لانجلا (به ایتالیایی: Antonio Langella) بازیکن فوتبال و اهل ایتالیا است که از سال ۲۰۰۵ میلادی عضو تیم ملی فوتبال ایتالیا بوده و در ۳ بازی ملی حضور داشته‌است. او در بازی‌های ملی‌اش گلی به ثمر نرساند.